# Źrebię

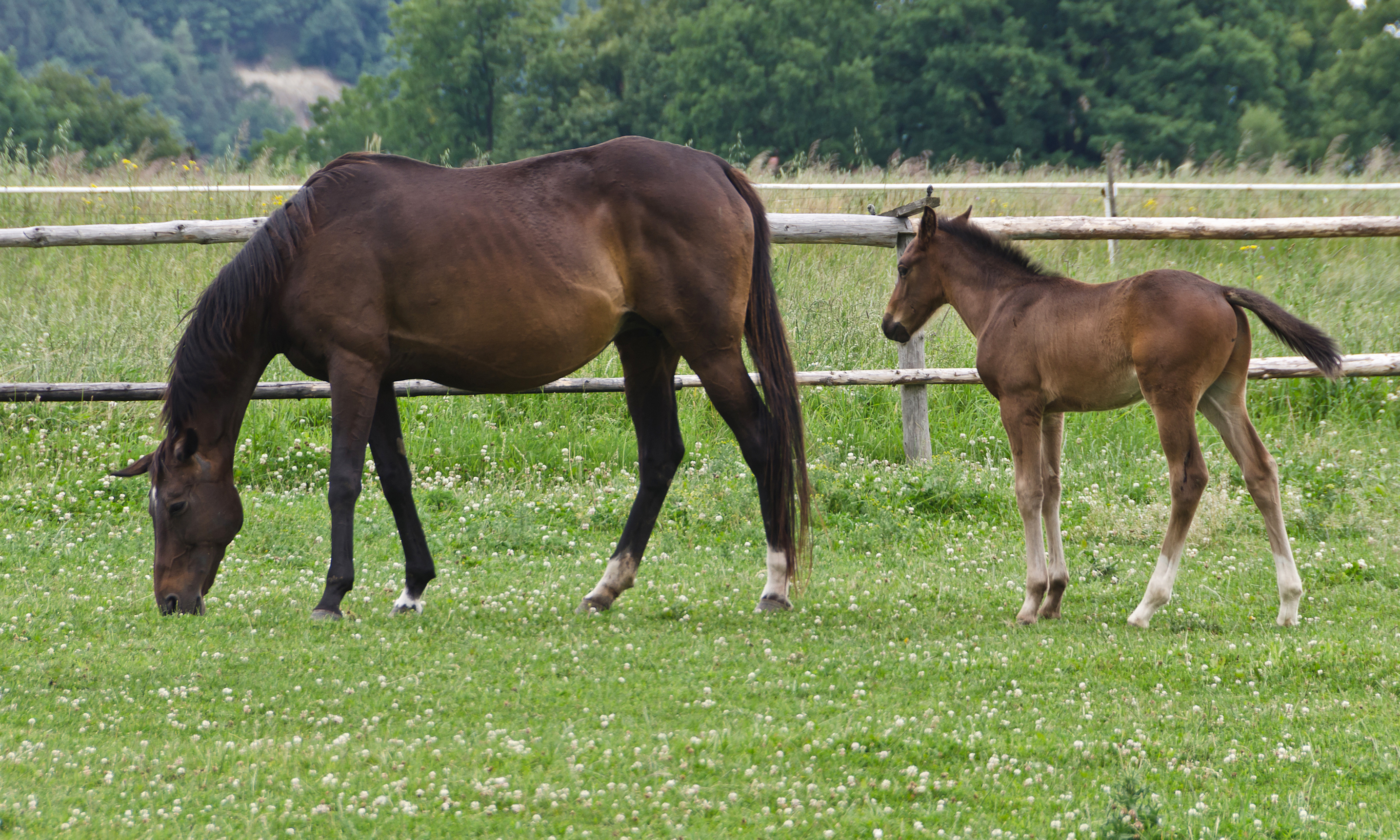
Źrebię wraz z klaczą

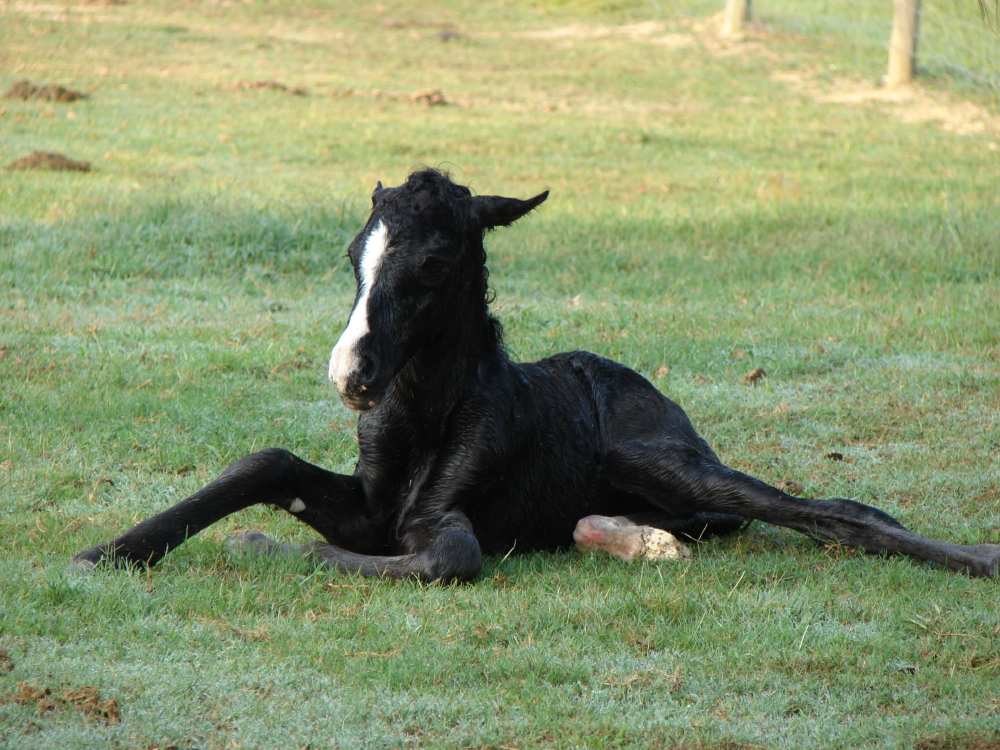
Źrebię nowo narodzone

Źrebię – określenie młodego samca i samicy konia do ukończenia 1. roku życia. Męskim następcą źrebaka jest ogierek, a żeńskim klaczka.
U dzikich źrebiąt bardzo wyraźna jest bliska więź łącząca je z matką, przynajmniej przez pierwsze 6 miesięcy. Bardzo rzadko źrebięta oddalają się na kilka metrów. Matka uczy źrebię, jak odróżnić rośliny jadalne, jak wyczuć niebezpieczeństwa.
Źrebięta koni domowych także lubią przebywać w pobliżu matki. Od małego powinny być przyuczane przez ludzi do późniejszych zadań. (Konie można ujeżdżać od 3. roku życia. Jeśli robi się to za wcześnie, to po kilku latach konie mają problemy, np. „sztywne” chodzenie).
Źrebięta są bardzo ciekawskie. Można je odłączyć od matki w 6. miesiącu życia, jednak zdarza się, że ludzie robią to później, np. po 8 miesiącach.